# Xinyi (Keelung)
Xinyi (chinesisch 信義區, Pinyin Xìnyì Qū, Pe̍h-ōe-jī Sìn-gī Khu) ist ein Bezirk der nordtaiwanischen Hafenstadt Keelung.

## Lage und Bedeutung
Xinyi liegt am östlichen Rand der Stadt Keelung. Es ist umgeben von den Nachbarbezirken Zhongzheng im Norden, Ren’ai im Westen sowie Nuannuan im Süden. Im Osten grenzt Xinyi an das Gebiet der Stadt Neu-Taipeh. Die Landschaft ist von Hügeln geprägt. Aufgrund der erhöhten Lage in Nähe des Hafens von Keelung erlangte der Ort im 19. Jahrhundert strategische Bedeutung und wurde mit dem Fort Gongziliao befestigt. Die heute zu besichtigenden Reste des Forts gehören zu einer  zwischen 1901 und 1908 von den japanischen Kolonialherren errichteten Befestigungsanlage.
Die Landschaft von Xinyi steigt von der nahen Meeresküste her hügelig an, sodass sich von einigen Aussichtspunkten in Xinyi reizvolle Blicke auf das Meer, den Hafen und die Stadt Keelung bieten. Bedeutendstes Ausflugsziel ist der Zhongzheng-Park, der sich auf Hügeln über die Grenze zwischen Xinyi und dem Hafenbezirk Zhongzheng hinweg erstreckt. Die im Park befindliche, den Hafen überschauende 25 m hohe Guanyin-Statue gilt als die höchste Südostasiens und ist ein Wahrzeichen der Stadt Keelung.
In Xinyi befindet sich das Chung-Yu-Technologie-Institut.

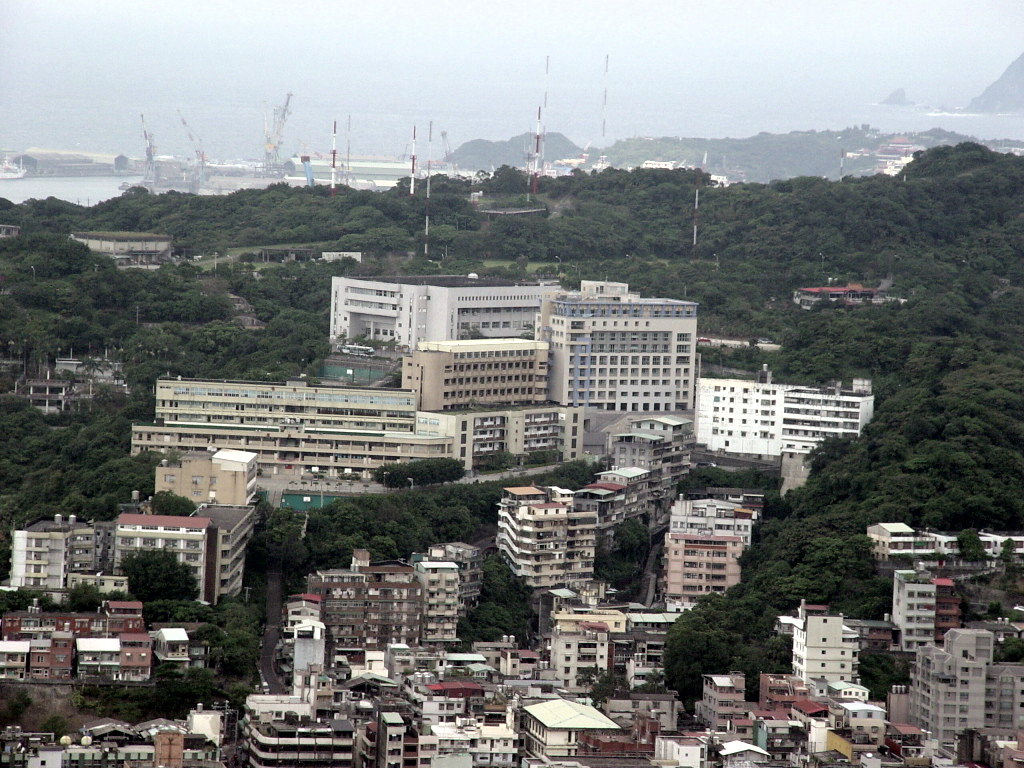
Blick auf Xinyi und das Chung-Yu-Institut
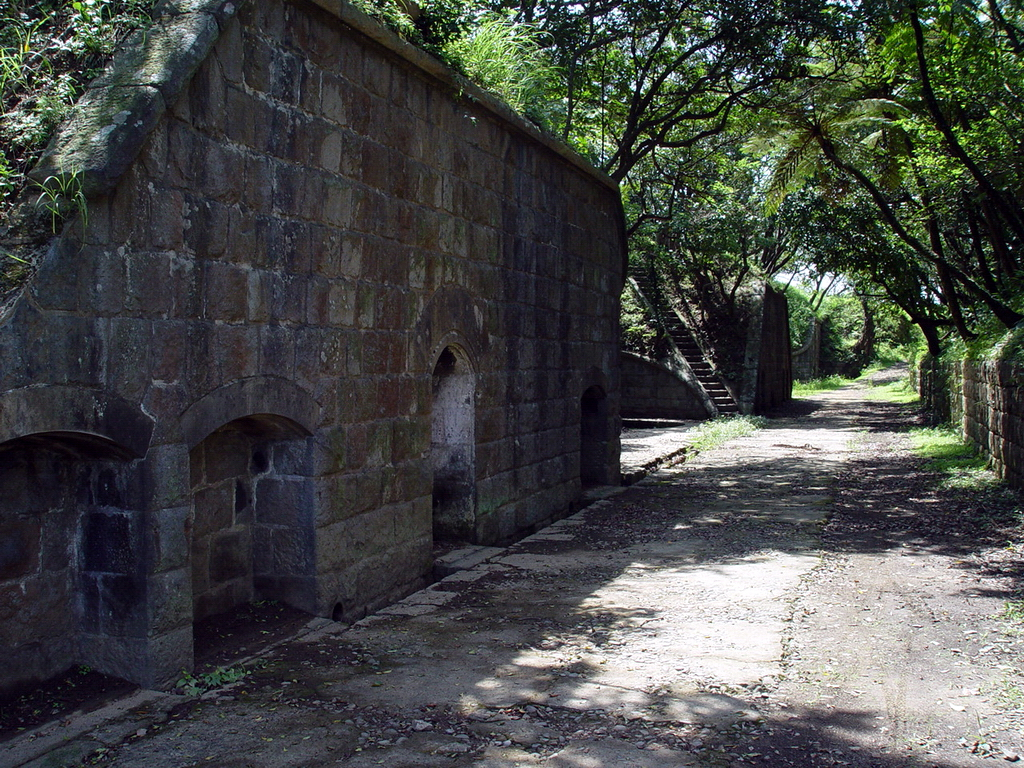
Reste des Forts Gongziliao
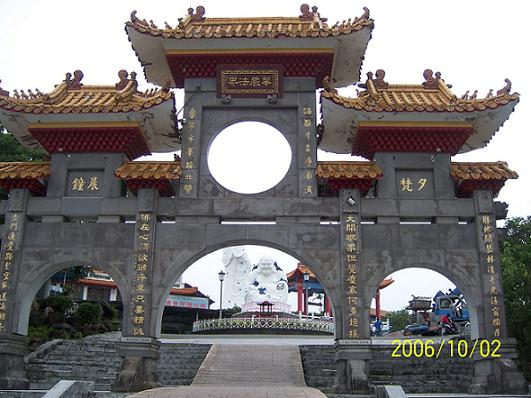
Tempeltorbogen im Zhongzheng-Park
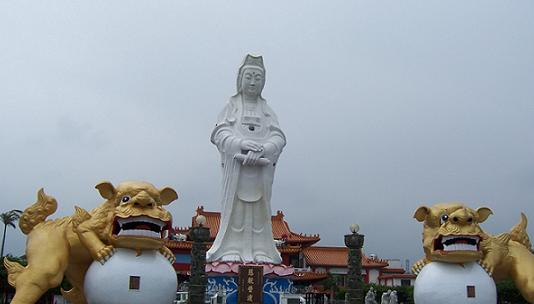
Guanyin-Statue im Zhongzheng-Park